# Elin af Klintberg
Elin af Klintberg Ryberg, född 27 september 1977 i Lidingö församling, är journalist och chefredaktör.
af Klintberg är utbildad på Stockholms universitet och Poppius journalistskola. Hon har jobbat på tidningar som POP, Rodeo och Res, och mellan 2005 och 2012 var hon chefredaktör för livsstilsmagasinet Plaza Magazine som då belönades med åtskilliga priser av Sveriges Tidskrifter och Svenska Designpriset. Sedan 2012 driver Elin af Klintberg Ryberg tillsammans med Mårten Niléhn contentbyrån Klintberg Niléhn som ger ut ett tiotal magasin i hela Norden och vid 2014 års Guldbladsgala nominerades till fyra guld och ett silver. 
Hon är dotter till folklivsforskaren Bengt af Klintberg och företagsledaren Katarina af Klintberg samt syster till producenten Karin af Klintberg.